# Байки из грота: 50 историй из жизни древних людей
«Байки из грота. 50 историй из жизни древних людей» — научно-популярная книга, написанная антропологом Станиславом Дробышевским о древних людях, которых жили в разных частях света. Книга была выпущена издательством «Альпина нон-фикшн». В 2018 году книга вошла в длинный список премии «Просветитель».
Презентация книги состоялась на выставке-ярмарке интеллектуальной литературы non/fiction. Основная тема, которая раскрывается в книге — жизнь людей каменного века.

## Автор
Станислав Дробышевский — кандидат биологических наук. Доцент кафедры антропологии биологического факультета МГУ им. М. В. Ломоносова.

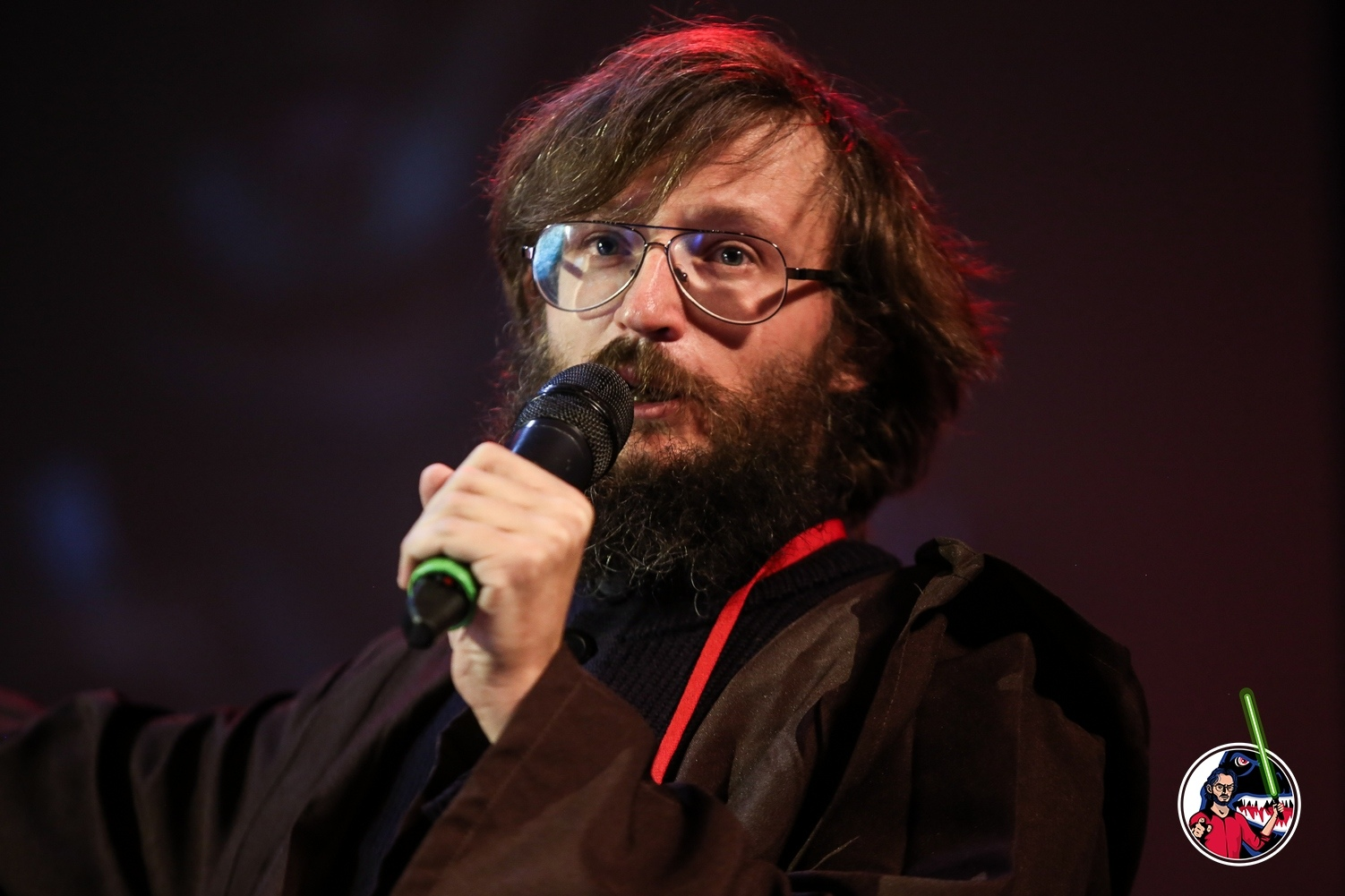
Автор книги Станислав Дробышевский

## Содержание
Основой книги послужили мотиваторы, которые публиковались Дробышевским на своей странице в социальной сети. Истории, описанные в книге, воспринимаются читателем как детектив. По словам автора, он решил написать книгу потому, что часто слышит ошибочные рассуждения людей о каменном веке, и о людях, которые жили в то время, которые будто бы были крайне неумны, носили шкуры и дубины, что далеко от истины. Дробышевский заявляет, что даже миллион лет назад у людей уже были плавательные средства. Книга включает 50 историй, но по словам автора, их могло бы быть больше. Книга позволяет показать, насколько древние люди были не похожи друг на друга и в чём заключались их основные различия.
В некоторых главах книги описываются традиции древних людей, иногда весьма жестокие. К примеру, если в племени рождались близнецы, их могли убить, как могли убить и ребёнка, который родился не в тот день. Но не все древние люди были жестокими, некоторые были чрезвычайно добры к тем, кто был болен, слаб или немощен. Известен случай, когда были найдены останки восьмидесятилетней женщины. В тот период у неё уже не было зубов. Это означает, что о ней заботились её соплеменники, и обеспечивали её едой. В книге раскрывается тема каннибализма. Иногда таким способом уничтожались конкуренты, но также известны случаи каннибализма из-за неурожая, или в рамках ритуальных обрядов, когда люди хотели таким способом присвоить себе те качества умершего, которые их привлекали.